# 宽翅鹤虱
宽翅鹤虱（学名：Lappula platyptera）是紫草科鹤虱属的植物，是中国的特有植物。分布于中国大陆的新疆等地，生长于海拔3,300米的地区，多生于山坡，目前尚未由人工引种栽培。